# COLORS (清水翔太のアルバム)
『COLORS』は、清水翔太の3枚目のスタジオ・アルバム。2011年3月9日にソニー・ミュージックレコーズ/MASTERSIX FOUNDATIONよりリリースされた。

## 概要
前作より1年ぶりとなるアルバム。

### 仕様
「通常盤」「初回生産限定盤」の2形態で発売。初回生産限定盤には「桜」「GOODBYE」「君が暮らす街」「YOU&I」のミュージックビデオと、ニューヨークのピアニストたちのもとで「YOU&I」を制作したドキュメンタリー映像が収録。

## チャート成績
2011年3月21日付のオリコン週間シングルランキングでは初動3万9千枚を売り上げ、週間7位にランクインした。2022年9月現在3番目に売れたアルバム。

## 収録曲
特記以外作詞・作曲：清水翔太
1. GOODBYE
7thシングル
編曲：Shingo.S
2. flower
編曲：村山晋一郎
3. YOU & I
9thシングル
編曲：村山晋一郎
4. Party All Night
編曲：Juny Mag(山口潤也)
5. Forget-me-not
尾崎豊のカバー
2011年3月2日集計のUSEN総合チャートで1位を獲得[6]
作詞・作曲：尾崎豊、編曲：村山晋一郎・後藤勇一郎
6. 空
編曲：UTA
7. 君が暮らす街
8thシングル
編曲：村山晋一郎・後藤勇一郎
8. So Good
編曲：清水翔太・村山晋一郎
9. Winter Love Song
編曲：田中直
10. Midnight Flight
編曲：MANABOON・UTA
11. Eclipse
編曲：Philip Woo
12. Tears
編曲：藤本和則
13. let go ～maison de m-flo～＜bonus track＞
m-floトリビュートアルバム『m-flo TRIBUTE 〜maison de m-flo〜』収録
作詞・作曲：m-flo・YOSHIKA
14. Summer Time＜bonus track＞
デジタルシングル
編曲：DJ HASEBE
15. “Be With You”duet with JOE＜bonus track＞
8thシングルカップリング

DVD
1. 桜 (Music Video)
2. GOODBYE (Music Video)
3. 君が暮らす街 (Music Video)
4. YOU&I (Music Video)
5. YOU&I ドキュメント at N.Y.2010

## 演奏
- 奥田健治：Guitar (#2)
- 村山晋一郎：All Other Instruments & Programming (#2.3.5.7.8)
- 石成正人：Guitar (#3.6)
- Selan Lerner：Piano (#3)
- 後藤勇一郎ストリングス：Strings (#5.7)
- 後藤勇一郎：Strings Arrangement (#5.7)
- UTA
  - All Other Instruments & Programming (#6)
  - Beat Programming (#10)
- マサ小浜：Guitar (#7)
- 中西康晴：Piano (#7)
- 佐野康夫：Drums (#7)
- 沖山優司：Fender Bass (#7)
- SWING-O a.k.a. 45：Talkbox (#9)
- 田中直：All Other Instruments & Programming (#9)
- MANABOON：All Other Instruments & Programming (#10)
- Philip Woo：All Other Instruments & Programming (#11)
- 藤本和則：All Other Instruments & Programming (#12)
- Shingo.S：All Instruments (#13)
- Willie Parker：Drums (#15)
- Leighton Rambaran：Bass (#15)
- Waltet Williams IV：Guitar (#15)
- Jazz Joyner：Keyboards (#15)
- James Gibbs III：Trumpet (#15)
- Tivon Pennicott：Sax (#15)
- JOE＆清水翔太：All Background Vocals (#15)